# Revenu de solidarité active
Pour les articles homonymes, voir RSA.

Logo du RSA depuis 2007.

Le revenu de solidarité active (RSA) est une prestation de protection sociale française, qui complète les revenus d'une personne démunie ou aux ressources faibles, afin de lui garantir un revenu minimal. En contrepartie, selon les situations, ses bénéficiaires ont obligation de chercher un emploi, d'occuper une activité et de définir et suivre un projet professionnel visant à améliorer leur situation financière ainsi que leur insertion professionnelle ou sociale.
Le RSA est promu par l'Agence nouvelle des solidarités actives (ANSA) dirigée par Martin Hirsch, haut commissaire aux solidarités actives contre la pauvreté au sein du premier gouvernement Fillon en mai 2007 pour remplacer le RMI. La loi TEPA (appelée communément « paquet fiscal ») votée en août 2007 lance l'expérimentation du RSA dans 34 départements. Le RSA est ensuite généralisé en juin 2009 sur l'ensemble du territoire français et à compter du 1er janvier 2011 dans les départements d'outre-mer, à Saint-Barthélemy, Saint-Martin et Saint-Pierre-et-Miquelon.
Le RSA est géré par les conseils départementaux et versé par les caisses d'allocations familiales (CAF) et la mutualité sociale agricole (MSA). Fin 2023, 1,85 million de ménages français bénéficient du RSA. Son versement dépend des conditions de résidence, d'âge et de ressources des bénéficiaires.
En 2023, 11,7 milliards d’euros de RSA ont été versés par les caisses d’Allocations familiales (Caf).
Depuis le 1er avril 2025, le RSA s'élève à 646,52 euros mensuels pour une personne seule, sans activité, sans autre revenu et sans aide au logement.
Depuis 2025, les bénéficiaires du RSA doivent réaliser au moins quinze heures d'activités par semaine.

## Histoire

### Origines, Problématique et objectifs

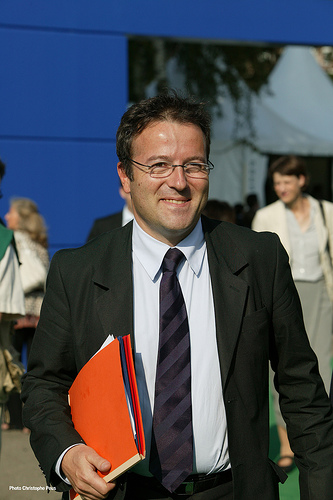
Martin Hirsch au Medef en 2007.

Le revenu de solidarité active se substitue au Revenu minimum d'insertion (RMI) mis en place en 1988. Il vise à supprimer les effets de seuil qui font qu'une personne bénéficiant d'un minimum social, et reprenant une activité rémunérée au salaire minimum interprofessionnel de croissance (SMIC), ne voit pas son revenu augmenter. Le RSA est un complément de revenu pour les travailleurs pauvres et un minimum social pour ceux qui ne travaillent pas.
Il est appelé à favoriser le retour à l'emploi des personnes recevant un minimum social. Trois moyens sont essentiellement mis en œuvre à cet effet :
1. Maintien d'une partie des prestations du RSA en cas de retour à l'emploi. La personne qui reprend un travail à temps partiel ou/et au SMIC, devrait donc voir l'ensemble de ses revenus augmenter. Ainsi, selon Martin Hirsch, le RSA doit permettre de cumuler revenu d'activité et revenu de solidarité, avec la garantie que toute heure travaillée signifie un gain de revenu[4].
2. Accompagnement personnalisé renforcé en vue du retour à l'emploi pour les anciens bénéficiaires du RMI et de l'API. Cet accompagnement, organisé par des organismes comme Pôle emploi, est aussi obligatoire pour les travailleurs gagnant moins de 500 euros en moyenne depuis trois mois et ayant fait valoir leurs droits au RSA[5].
3. Développement progressif de l'aide personnalisée de retour à l'emploi, une enveloppe financière (aide pour le transport, un déménagement, la garde d'enfants...) destinée à aplanir les difficultés liées à la reprise rapide d'un travail[6].

Martin Hirsch précise en septembre 2007 : « Nous n'avons jamais prétendu que le revenu de solidarité active suffirait à lui seul à combattre les différentes formes de pauvreté. Nous estimons tout de même que, bien conçu, il devrait faire franchir ce seuil à environ 700 000 personnes. Soit un tiers de l'objectif fixé pour le quinquennat. ». Cela représente aussi à l'époque un dixième de l'ensemble des personnes considérées comme pauvres en France.

### Proposition, 2005
Le principe du RSA est proposé en 2005 par la commission Familles, vulnérabilité, pauvreté, mise en place par le ministre des solidarités, de la santé et de la famille et présidée par Martin Hirsch. Le coût du RSA selon le rapport Hirsch de 2005 est de 6 à 8 milliards d'euros.
Le RSA version 2005 prévoit d'assurer un revenu supérieur au seuil de pauvreté (à 60 % du revenu médian, soit 817 euros/mois en 2005) à une personne employée à quart temps. Deux ans plus tard en juillet 2007, devant la commission de l'Assemblée nationale, Martin Hirsch avance le chiffre de 564 euros/mois, soit le seuil de pauvreté à 50 % du revenu médian de 1994. Il atteint, en 2019, seulement 50 % du seuil de pauvreté soit 30% du revenu médian courant .
Après une expérimentation prévue initialement dans 25 départements, le dispositif, s'il est concluant, sera déployé sur l'ensemble du territoire. Le RSA remplacera le RMI, l'API, et certaines aides forfaitaires temporaires comme la prime de retour à l'emploi. Il sera versé par les Caf ou les MSA.

### Expérimentation et évaluation

#### Expérimentation initiale dans l'Eure, 2007

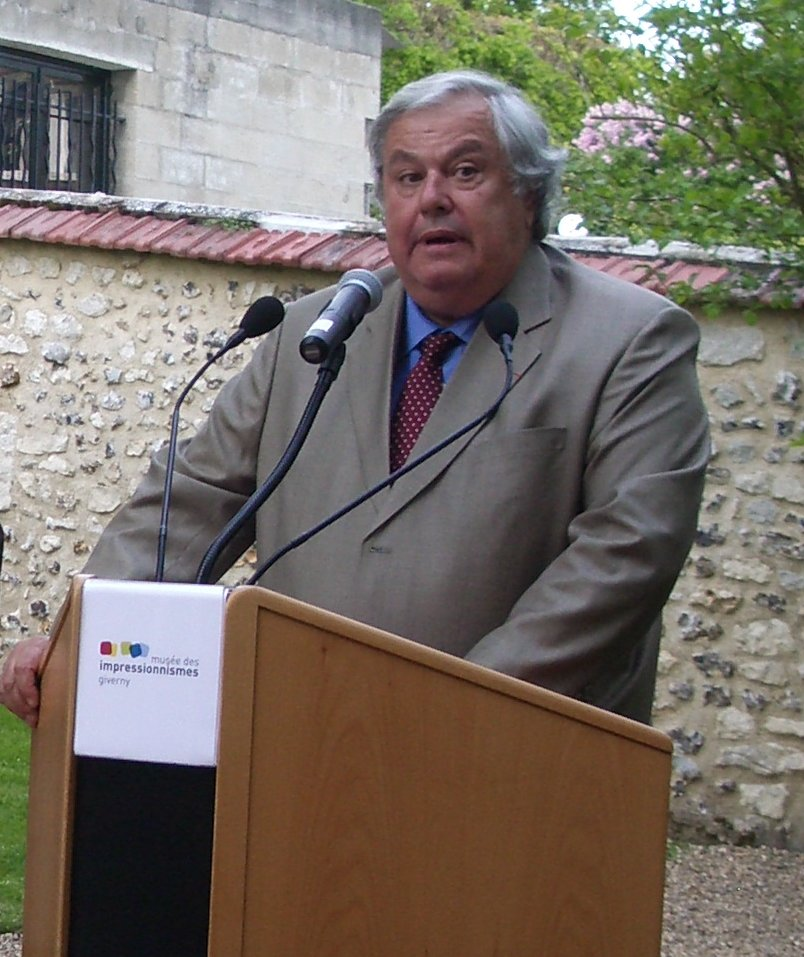
Jean-Louis Destans, président du conseil général de l'Eure, premier département à expérimenter le RSA.

Martin Hirsch et l'Agence nouvelle des solidarités actives (ANSA) travaillent à la mise en place du RSA avec le Conseil général de l'Eure, dont le président est à l'époque Jean-Louis Destans. Seul département autorisé, initialement, à expérimenter ce volet du projet de l'ANSA, l'Eure verse le premier RSA le 1er juillet 2007.

#### Expérimentation dans 34 départements, 2007
Initialement, l'expérimentation du RSA doit se dérouler dans 25 départements et concerner environ 90 000 personnes. Le coût est estimé entre 1 000 et 2 000 € par personne. Ces sommes sont financées par l'État qui versera un forfait de l'ordre de la moitié de ce coût par allocataire du RMI qui entre dans le RSA et prendra également en charge les dépenses d'accompagnement et d'évaluation. Le reste sera financé par les conseils généraux. Si le test s'avère concluant, le RSA sera généralisé à l'ensemble du pays.
Les huit premiers départements français autorisés à expérimenter le RSA, par décret du 28 septembre 2007, sont la Côte-d'Or, la Loire-Atlantique, l'Eure, le Val-d'Oise, le Loir-et-Cher, la Vienne, l'Oise et la Charente.
Un second décret, daté du 31 octobre 2007, donne l'autorisation à huit autres collectivités territoriales : l'Aisne, les Bouches-du-Rhône, les Côtes-d'Armor, l'Hérault, l'Ille-et-Vilaine, la Marne, le Nord et la Haute-Saône.
Le 26 décembre 2007, 18 nouveaux départements entrent dans le dispositif : l'Allier, les Alpes-Maritimes, le Calvados, la Charente-Maritime, la Creuse, la Dordogne, le Doubs, le Gard, le Gers, la Haute-Marne, la Mayenne, le Morbihan, le Pas-de-Calais, la Seine-Maritime, les Deux-Sèvres, la Seine-Saint-Denis, la Haute-Corse et le Rhône.
Au total, 34 collectivités territoriales sont donc impliquées, soit plus que prévu par la loi TEA, limitée initialement à 27.

#### Premières évaluations, 2008, 2009
Un document de travail est publié en avril 2009 par la direction de la Recherche, des Études, de l'Évaluation et des Statistiques (DREES) sur les premiers résultats globaux de cette évaluation. Il démontre que le RSA a un impact limité, et en particulier que les zones de test, sur lesquelles le RSA a été appliqué, n'ont pas connu des taux de reprise d'emploi significativement supérieurs à ceux des zones témoins, qui sont restées dans l'ancien système. L’accès à l’emploi a été facilité par le RSA pour un seul type de profil : celui des populations déjà diplômées et ne rencontrant pas de problèmes de garde d’enfant. Ainsi, le dispositif du RSA « n'a qu'un impact limité en termes d'accès ou de maintien en emploi ».
Par exemple, après sept mois d'expérimentation sur les six villes-test de Seine-Saint-Denis (Aulnay-sous-Bois, Le Blanc-Mesnil, Clichy-sous-Bois, Montfermeil, Livry-Gargan, Sevran), le bilan est qualifié de « mitigé ». Sur 311 bénéficiaires, 209 voient leurs revenus progresser et 102 ont des revenus inchangés. Néanmoins, le dispositif semble avoir moins d'effets sur les plus de 50 ans ou les personnes les plus éloignées du monde du travail concernant la reprise d'une activité.
Pourtant, la généralisation du RSA est finalement actée, alors même que les conclusions de l'enquête ne sont pas encore connues. De plus, l'expérimentation a porté sur un nombre trop faible de territoires, ne permettant pas d'obtenir une estimation probante. « Les évaluations d’impact sur l’emploi des dispositifs testés ne sont pas significatives. On pourrait conclure que les effets estimés sont faibles, mais la puissance statistique de l’expérimentation était elle-même très faible et les dispositifs évalués étaient peu différents du droit commun en termes de gain à la reprise d’emploi, du moins à court terme. De fait, l’expérimentation du RSA n’a pas permis de répondre aux questions soulevées par le dispositif. » conclut l'économiste Guillaume Allègre.

### Loi et codification, 2008
Le RSA est finalement mis en place par la « loi no 2008-1249 du 1er décembre 2008 généralisant le revenu de solidarité active et réformant les politiques d'insertion ».
Il se substitue notamment au revenu minimum d'insertion (RMI), à l'allocation de parent isolé (API), et aux dispositifs d'intéressement à la reprise d'emploi. Le RSA est divisé en deux prestations : un volet « minimum social » (le RSA socle) et un volet « complément de revenus d’activité » (le RSA activité, qui sera remplacé en 2016 par la prime d'activité).
Son financement est confirmé dans les lois de Finances. Le dispositif est financé par les départements et le fonds national des solidarités actives (FNSA) alimenté par une nouvelle taxe sur les revenus du capital et du patrimoine. Selon la nouvelle loi, le RSA, « à l'exclusion des montants correspondant à la différence entre le revenu minimum garanti applicable et les ressources de la famille – c'est-à-dire à l'exclusion de la fraction de prestation correspondant au RMI ou à l'API actuels – sera assujetti à la CRDS. »
Après une expérimentation dans 34 départements, le RSA est généralisé à l'ensemble du territoire national à compter du 1er juin 2009 (1er janvier 2011 dans les départements d'outre-mer, à Saint-Barthélemy, Saint-Martin et Saint-Pierre-et-Miquelon),.
Le dispositif du RSA est codifié dans le Code de l'action sociale et des familles, livre II, titre VI, chapitre II : Revenu de solidarité active (articles R262-1 à R262-121).

### Prévisions initiales, 2009
Initialement, le RSA doit, à partir de l'été 2009, concerner tous les anciens bénéficiaires du revenu minimum d'insertion (RMI) mais aussi les titulaires de l'allocation de parent isolé (API) et les travailleurs pauvres (moins de 880 € mensuels). Le nombre de dossiers à suivre par la Caisse d'allocations familiales (CAF) doit en conséquence plus que doubler par rapport au RMI, ce qui suppose des moyens humains non garantis à la création du dispositif.
En avril 2009, les CAF estiment à 3,1 millions le nombre de bénéficiaires du dispositif lors de sa généralisation à l'ensemble du territoire. Ceux-ci doivent se répartir comme suit :
- 1,1 million d'anciens bénéficiaires du RMI ;
- 100 000 anciens bénéficiaires de l'API ;
- 1 million de bénéficiaires d'allocations logement ;
- 900 000 nouveaux bénéficiaires.

Ainsi, près de 1,3 million de personnes, déjà bénéficiaires du RMI, de l'API ou des allocations logement, sont censés profiter du dispositif de manière automatique puisqu'ils sont déjà immatriculés par les CAF. En revanche, 900 000 nouveaux dossiers doivent être créés.
Il est prévu que 700 000 personnes puissent passer au-dessus du seuil de pauvreté dès la mise en place du dispositif. En 2009, 7 millions de français sont sous le taux de pauvreté, correspondant à 60 % du revenu médian. Le RSA doit également inciter à la reprise d'activité.
Il est également prévu que la généralisation du RSA, initialement chiffrée à 7 milliards d'euros par Martin Hirsch, coûte deux à trois milliards d'euros par an. Mais, selon l'hebdomadaire l'Express, le gouvernement n'exclut pas le fait que la mise en place du dispositif  « se traduise in fine par un accroissement d'un milliard d'euros de l'effort en faveur des plus précaires et des travailleurs pauvres ».

### Mauvaise organisation, 2008-2009
En 2008, le personnel dédié au traitement des dossiers de demande de RSA est jugé insuffisant en nombre et en formation, le Gouvernement n'ayant prévu aucune embauche pour son instauration. Selon les critiques, les conséquences en sont nombreuses. Les versements sont retardés, il devient difficile de s'adresser à une personne physique dans les CAF. Au printemps 2009, certaines CAF décident ainsi de réduire les horaires d'accueil et même de fermer totalement leurs portes pendant plusieurs jours, afin de régler les dossiers en retard et préparer la généralisation du RSA. En effet, le RSA étant généralisé peu avant les vacances d'été, le personnel des CAF est moins nombreux et les heures d'ouverture plus restreintes, au moment même où les demandes ne cessent d'augmenter (près de 700 000 demandes entre avril et septembre 2009). Quelques mois après la généralisation du RSA, les retards sont toujours importants : l'examen des dossiers peut encore prendre jusqu'à plusieurs mois.

## Nombre d'allocataires et Chiffres actuels (2009-2023)
Fin août 2009, près de trois mois après la mise en place du dispositif, le Gouvernement évalue à 815 000 le nombre de nouveaux bénéficiaires. Il estime que ce chiffre est conforme aux projections, les 1,9 million de bénéficiaires attendus étant supposés s'inscrire progressivement : « Début juin, au moment de l'entrée en vigueur du RSA, nous avons indiqué escompter atteindre la moitié de la cible au bout de six mois, soit en décembre 2009 et 90 % de la cible au bout d'un an ».
En 2013, le nombre de foyers allocataires du RSA atteint le chiffre de 2,3 millions.
En mars 2016, il dépasse le chiffre des 2,5 millions, soit 71 % de plus que lors de sa création, en juin 2009. Afin de justifier cette augmentation sont données plusieurs explications : le RSA, limité à la France métropolitaine à ses débuts, est étendu sous certaines conditions aux jeunes de moins de 25 ans en septembre 2010 (RSA jeune), puis dans les départements d'outre-mer (DOM) et certaines collectivités d'outre-mer (COM) à partir de janvier 2011, puis enfin à Mayotte en janvier 2012. Enfin, la France connaît une aggravation très marquée du chômage de masse depuis la crise des subprimes, ce qui augmente le nombre des bénéficiaires du RSA.
Fin 2016, le dispositif connaît finalement sa première baisse depuis sa création. Le RSA est versé à 1,84 million de foyers, soit 4,3 % de moins qu'en décembre 2015. Cette baisse s'expliquerait néanmoins par la mise en place de la prime d'activité. En effet, à compter du 1er janvier 2016, le « RSA activité » et la prime pour l'emploi (PPE) sont remplacés par un nouveau dispositif, la prime d'activité, en réponse à la faible efficacité des deux premiers. En effet, le RSA ne parvient pas à réduire la pauvreté comme le soulignent le Comité national d'évaluation en 2011 (près de 70 % des allocataires potentiels ne demandent pas le RSA activité) et de nombreux chercheurs,. 4 milliards d'euros par an sont alloués à cette prime versée mensuellement par la CAF et qui vise à aider les travailleurs modestes ainsi qu'à inciter les chômeurs à reprendre une activité. Ainsi, les bénéficiaires du RSA qui retrouvent un emploi ne touchent plus le RSA activité mais la prime d'activité.
Après deux années de baisse, les effectifs augmentent légèrement en 2018. Ainsi, au 31 décembre 2018, 1,90 million de foyers bénéficient du RSA, ce qui correspond, en comptant les conjoints et les enfants à charge, à 5,8 % de la population française couvertes par le RSA, soit 3,85 millions de personnes.
En 2020, à cause de la pandémie de Covid-19, le nombre d'allocataires du RSA augmente fortement (+ 7,4 %) et atteint 2,06 millions de foyers en fin d’année.
Dans un rapport publié en janvier 2022, la Cour des comptes explique qu'en dix ans, le nombre de bénéficiaires du RSA a augmenté de 46 %.
Fin 2023, le nombre d'allocataires s'élevait à 1,85 million.

## Sortie de la pauvreté et retour à l'emploi
Le RSA a été conçu pour être un filet de sécurité temporaire permettant un retour à l'emploi.
Les allocataire du RSA sans emploi vivent avec un certain niveau de pauvreté. Le reprise d'un emploi même à temps partiel permet de dépasser le seuil de pauvreté.
Le RSA ne joue ce rôle que pour un tiers des bénéficiaires. Il n'est pas adapté aux personnes excessivement éloignées de l'emploi. En particulier, l'intensité de la pauvreté augmente avec la durée passé sans emploi[réf. non conforme].

## Non-recours
Le non-usage au droit est un décalage entre un énoncé législatif et la situation réelle.
Lors du dernier trimestre en 2010, « le taux de non-recours au RSA socle est de 35 % en moyenne », tandis que le non-recours au RSA activité seul est presque double. Selon la CAF, « près de 1,7 million de personnes éligibles au RSA au dernier trimestre 2010 n’en étaient pas bénéficiaires, induisant un montant non distribué de l’ordre de 432 millions d’euros ». Selon une étude de la Drees parue en 2022, chaque trimestre, un tiers des foyers éligibles au RSA n'en bénéficieraient pas, et un sur cinq serait non-recourant de façon pérenne. Les sommes non-versées à cause de ce non-recours dépasseraient ainsi 3 milliards d’euros en 2018 (750 millions d'euros par trimestre).
Cela peut s’expliquer par différentes raisons :
- La non-connaissance de l’intitulé même du dispositif : l’offre sociale n’est pas connue. Plus précisément, la personne ignore que cette prestation existe pour différentes raisons, comme la fracture numérique.
- La non-demande : la personne sait que le RSA existe et qu’elle remplit les critères d’attribution, mais elle fait le choix de ne pas faire les démarches, notamment sous le poids de la stigmatisation.
- La non-réception : la personne connaît la prestation, exécute les démarches mais n’a aucune réponse. Par exemple le délai est long, ou bien encore le public fait une erreur d’adresse comme un déménagement, etc[57].
- La non-proposition : la personne fait la démarche nécessaire mais aucun professionnel ne propose l’aide : soit parce qu’ils ne sont plus en mesure de proposer cela, soit qu'ils ne connaissent pas l’offre, soit qu'ils ne connaissent pas les conditions pour obtenir cette offre, soit que les professionnels pensent trop compliqué et coûteux d’accompagner la personne[55].

Pour analyser le taux du non-recours au dispositif du RSA « socle seul », un chercheur comme Sylvain Chereyron utilise des données d’enquêtes générales, des données administratives ainsi que des enquêtes réalisées spécifiquement en vue de cette évaluation. Cependant, de telles simulations de l’éligibilité ne sont pas précises (erreur de calcul de l’éligibilité, sous-déclaration des revenus, etc.). Sylvain Chereyron estime ainsi entre 28 et 35% le non-recours au RSA « socle seul » : certains des non-recourants méconnaissent cette prestation, la majorité déclare ignorer comment se calcule cette prestation, quant à d’autres, ils ne veulent rien devoir à l’Etat. Ces formes de non-recours dépendent largement des caractéristiques des ménages : instruction, lieu d'habitat (milieu rural à distance des centres de traitement), capacités administratives.
En 2022, afin de lutter contre le non-recours, le gouvernement souhaite verser directement les aides sociales aux bénéficiaires. Sont concernés le RSA, la prime d'activité et les APL. Les premières expérimentations sont prévues pour 2023. Les départements choisis pour être des « Territoires zéro non-recours » sont les suivants : Aisne ; Aveyron ; Bouches-du-Rhône ; Côte-d’Or ; Creuse ; Eure ; Ille-et-Vilaine ; Loire-Atlantique ; Loiret ; Mayenne ; Lyon et sa métropole ; Nord ; Pyrénées-Atlantiques ; Réunion ; Seine-Saint-Denis ; Somme ; Vosges ; Yonne ; Yvelines. Le gouvernement prévoit de généraliser le versement automatique des aides sociales en 2025 sur l'ensemble du territoire.

## Conditions d'attribution

### Conditions initiales et évolutions
Dès la création du dispositif, il existe de nombreuses conditions pour être bénéficiaire de l'allocation, indiquées dans le Code de l'action sociale et des familles, livre II, titre VI, chapitre II : Revenu de solidarité active (articles R262-1 à R262-121).
Le versement de l'aide dépend en premier lieu des ressources et de la composition familiale du foyer. Par exemple, en juin 2009, un couple ayant des revenus d’activité mensuels équivalant à 1,5 smic (1 550 euros) n’a pas de droit au RSA (une prime mensuelle lui sera versée s'il a des enfants). Un couple sans revenu et sans enfant pourra bénéficier de 682 euros par mois (le montant augmente en fonction du nombre d'enfants que le couple a). Les 3 derniers mois sont examinés. Le droit au RSA n'est ouvert qu'à partir de la date de dépôt de la demande auprès d'un organisme agréé.
Afin de bénéficier du RSA, une condition de résidence est aussi instaurée. À quelques exceptions près, il faut « être français ou titulaire, depuis au moins cinq ans, d'un titre de séjour autorisant à travailler » (Art. L. 262-4). Avant même la mise en place du dispositif, cette condition est critiquée par le GISTI, pour qui le RSA restreint les droits des étrangers par rapport au RMI.
Il faut en outre avoir plus de 25 ans (sauf exception : voir Cas particulier : les jeunes de moins de 25 ans), ne pas être détenu, ne pas être étudiant et ne pas être en couple avec une personne handicapée.
Enfin, les bénéficiaires ont des droits et des devoirs (voir Droits et devoirs des allocataires). Par exemple, l'allocataire peut être amené à signer un projet personnalisé d’accès à l’emploi (PPAE), dans le cas où son référent unique est un conseiller Pôle emploi, ou un contrat d’engagements réciproques (CER). Ces contrats peuvent mettre fin au RSA si les engagements ne sont pas respectés. Un amendement UMP, adopté en septembre 2008, précise ainsi que la recherche active d'emploi « fait nécessairement partie des engagements que le bénéficiaire doit prendre », tandis qu'un autre oblige les collectivités locales à revoir les droits connexes liés au RMI, remplacé par le RSA, et à les accorder en fonction de critères précis (en particulier en ce qui concerne la gratuité des transports en commun pour les RMIstes). À l'inverse, les bénéficiaires peuvent bénéficier d'aides relatives aux dépenses de santé ou bien de logement.

#### Cas particulier: les jeunes de moins de 25 ans
Conditions
Comme le RMI, le RSA généralisé depuis le 1er juin 2009 est destiné aux personnes de plus de 25 ans. Mais il est ouvert aux citoyens de moins de 25 ans ayant la charge d'une famille (au moins un enfant né ou à naître). En 2019, sur 5,5 millions de jeunes âgés de 18 à 25 ans, 90 000 perçoivent le RSA en tant que parent.
Fin 2009, l'article 135 de la loi de finances pour 2010 élargit le bénéfice du RSA aux jeunes de 18 à 25 ans. Un décret précise les modalités : pour le toucher, le jeune doit avoir travaillé l'équivalent d'au moins deux ans à temps plein au cours des trois dernières années. Ce « RSA jeune » s’adresse aux personnes de moins de 25 ans sans enfant à charge né ou à naître, les jeunes parents étant éligibles pour leur part au RSA de droit commun. En juin 2014, cette mesure  concerne 7 700 personnes de moins de 25 ans. Avec la création de la prime d'activité en 2016 ouverte aux travailleurs dès leur majorité, le dispositif « RSA jeune » n'est plus utilisé pour les actifs.
Extension
De nombreuses personnalités politiques et associations souhaitent l'extension du RSA pour les jeunes de 18 à 25 ans. En France, en 2019, on dénombre 5,5 millions de jeunes âgés de 18 à 25 ans. Parmi ces derniers, 15 % ne travaillent pas et ne se forment pas. Sur ces 840 000 jeunes, près de 360 000 touchent une indemnité Pôle emploi. Il reste donc 480 000 jeunes potentiellement bénéficiaires, auxquels on retire les 90 000 jeunes parents qui perçoivent déjà le RSA et 90 000 autres qui bénéficient d'un dispositif d'insertion professionnelle : la garantie jeunes (devenu le contrat d’engagement jeune en 2022). Finalement, il y a donc 300 000 jeunes sans revenu qui pourraient bénéficier du RSA.
En 2016, à la suite du rapport du député Christophe Sirugue, le premier ministre Manuel Valls se déclare favorable à l'extension des minimas sociaux aux 18-25 ans. Il suscite ainsi un vif débat jusque dans sa famille politique. Manuel Valls reprendra cette proposition dans sa candidature malheureuse aux primaires de 2017.
La question est remise à l'agenda par la crise provoquée par la pandémie de Covid-19, celle-ci affectant tout particulièrement l'emploi et le niveau de vie des jeunes. Début 2021, une proposition de loi visant à aligner la majorité sociale sur la majorité légale est déposée au Sénat par le Parti socialiste et soutenue par d'autres partis de gauche comme La France insoumise ou Europe Écologie Les Verts. Face aux refus des partis de droite comme du gouvernement, le texte est rejeté par le Sénat.
L'Assemblée nationale rejette le mois suivant une proposition similaire visant à rendre possible l'octroi d'un « minimum jeunesse ». La majorité gouvernementale, décisive dans ce dernier vote, affirme que la mise d'un plan d'aide à l'insertion professionnelle et à l'activité sera une alternative préférable.
Peu de temps après, le rapport 2021 du comité d’évaluation de la stratégie nationale de prévention et de lutte contre la pauvreté, présidé par Louis Schweitzer et piloté par France Stratégie, recommande « d’expérimenter sans délai la mise en place d’une prestation monétaire pour les jeunes en étude, en emploi peu rémunéré, ou en recherche d’emploi de 18 à 24 ans les plus démunis. »,

### Conditions

#### Conditions en fonction de l'âge
Pour pouvoir bénéficier du RSA, la personne devez être âgée de plus de 25 ans. Cependant, elle peut tout de même bénéficier du RSA si elle a entre 18 et 25 ans, sous certaines conditions : ne pas avoir d'enfant, et avoir exercé, en plus des conditions énoncées ci-après, une activité à temps plein (ou l’équivalent) durant au moins deux ans sur les trois dernières années. Si la personne attend un enfant ou a déjà des enfants à charge, aucune condition d’âge ne s’applique.

#### Conditions de résidence
De manière générale, la personne doit habiter en France de façon stable, soit ne pas partir à l'étranger plus de trois mois par an. Elle doit également se trouver dans l’une des situations suivantes :
- être français ;
- être ressortissante d'un pays de l’Union européenne, de l’Espace économique européen (EEE) ou de la Suisse : elle justifie d’un droit de séjour et, lors de la demande de RSA, réside sur le territoire depuis au moins un trimestre ; elle a légalement occupé un emploi en France et a procédé à une inscription à France Travail ; elle occupe légalement un emploi ou est en arrêt maladie ; elle a une activité professionnelle déclarée en France et suit une formation professionnelle ;
- être ressortissant d’un autre pays : la personne séjourne en France de façon régulière depuis une période minimum de cinq ans (quelques exceptions peuvent avoir lieu concernant cette période) ; elle a le statut de réfugié ; elle a obtenu de l'Office français de protection des réfugiés et apatrides (OFPRA) la qualité d’apatride ; elle est détentrice de la protection subsidiaire, accordée par l’OFPRA aux étrangers susceptibles d'être en danger dans leur pays mais qui ne peuvent pas obtenir le statut de réfugié.

#### Conditions de ressources
Les ressources mensuelles moyennes, ainsi que celles de l'ensemble des membres du foyer, pendant les trois mois qui précèdent la demande, ne doivent pas dépasser un certain plafond,).
Certaines aides sociales et avantages sont pris en compte de manière particulière :
- les aides au logement que perçues : allocation de logement familiale (ALF), allocation de logement sociale (ALS) ou aide personnalisée au logement (APL) ;
- l’avantage en nature que représente un logement gratuitement ou dont on est propriétaire[88].

## Calcul des droits

### Fonctionnement

#### Définition
La fonction qui permet de calculer le revenu auquel peut prétendre un bénéficiaire de cette allocation RSA sur des sites (CAF et autres) permet de créer des simulations de droit et de montant à percevoir.
Le calcul du RSA est fondé sur deux notions :
- les revenus issus du travail ;
- l'ensemble des revenus et des aides perçus par les familles[90].

Les revenus d'activité s'entendent exclusivement des revenus provenant d'une activité professionnelle (salariée ou non) alors que les ressources sont constituées de l'intégralité des ressources perçues (y compris allocations de chômage, retraites, pensions d'invalidité, pensions alimentaires, prestations familiales sauf aides au logement supérieures aux forfaits). Ces ressources sont parfois fictives (par exemple, la possession de biens non loués entraîne la prise en compte d'une partie des revenus qu'ils pourraient procurer ; cette évaluation est fondée sur leur valeur locative). L'arrêté du 17 décembre 2009 précise la définition de certains revenus exceptionnels.

#### Montant pour les bénéficiaires ayant un logement: forfait logement
Les aides au logement sont prises en compte de façon forfaitaire.
Si le bénéficiaire reçoit une aide au logement ou s'il n'a pas de charge de logement (hébergé à titre gratuit), le RSA est réduit. Le montant du forfait logement est donc à déduire de cette somme pour tous les bénéficiaires ayant un domicile fixe.
Le montant du forfait logement à déduire au 1er janvier 2015 s'élève à :
- 61,67 € pour une personne seule ;
- 123,33 € pour 2 personnes ;
- 152,62 € pour 3 personnes et plus[92].

Le montant du forfait logement à déduire du 1er juillet 2022 au 31 mars 2023 s'élève à :
- 71,82 € pour une personne seule ;
- 143,65 € pour 2 personnes ;
- 177,77 € pour 3 personnes et plus[93].

Par exemple, depuis le 1er juillet 2022, les bénéficiaires (personnes seules) qui ne sont pas sans domicile fixe perçoivent : 598,54 € (montant forfaitaire) - 71,82 € (forfait logement) soit 526,72 €.

#### Montant pour les personnes isolées: RSA majoré
Le RSA est majoré pour les personnes qui remplissent les anciennes conditions d'attribution de l'API, (notamment en cas de situation d'isolement et état de grossesse, ou état d'isolement et présence d'un enfant de moins de trois ans à charge, ainsi que lors de la survenue d'une  séparation ou du décès de l'autre parent). Les parents isolés sont donc les personnes célibataires, divorcées, séparées ou veuves.

#### RSA minoré
Toutefois, le RSA peut aussi être minoré, voire supprimé, si le foyer ne fait pas valoir ses droits aux prestations sociales, législatives, réglementaires et conventionnelles ou aux créances et pensions alimentaires, sauf accord de dispense du président du conseil général,. A noter qu'en dessous de 6 €, le RSA n'est pas versé.

### Calcul initial
Avant la mise en place de la prime d'activité en 2016, le montant maximal du RSA est calculé à partir du montant forfaitaire, auquel on rajoute une partie des éventuels revenus issus du travail. Ensuite, sont déduites toutes les ressources ainsi qu'un montant forfaitaire (appelé « forfait logement ») pour les personnes hébergées à titre gratuit et les bénéficiaires d'une aide au logement type AL ou APL. Le montant restant est versé au titre du « solde » du RSA. La formule de calcul exacte à l'époque est donc :
Pour ceux qui n’exercent pas d’activité rémunérée, le montant du RSA est égal au montant forfaitaire correspondant à la composition de leur foyer moins les ressources et le forfait logement.
Par exemple, au 1er janvier 2015, le montant forfaitaire de 513,88 € pour une personne seule est mentionné dans le décret no 2014-1589 du 23 décembre 2014,. Le montant forfaitaire s'élève alors à 770,82 € pour deux personnes et 924,99 € pour trois personnes.
| Nombre d'enfants                            | Montant forfaitaire personne seule | Personnes isolées bénéficiant du RSA majoré | Montant forfaitaire couple |
| ------------------------------------------- | ---------------------------------- | ------------------------------------------- | -------------------------- |
| 0                                           | 513,88 €                           | 659,88 €                                    | 770,82 €                   |
| 1                                           | 770,82 €                           | 879,84 €                                    | 924,99 €                   |
| 2                                           | 924,98 €                           | 1 099,81 €                                  | 1 079,14 €                 |
| Majoration personne à charge supplémentaire | 205,55 €                           | 219,96 €                                    | 205,55 €                   |

Les bénéficiaires du RSA n'ayant pas droit à une aide au logement (sans domicile fixe) sont exonérés du paiement du forfait logement qui au 1er janvier 2015 s'élève à :
- 61,67 € pour une personne seule ;
- 123,33 € pour 2 personnes ;
- 152,62 € pour 3 personnes et plus[92].

### Évolution du montant
Le RMI, initialement institué en 1988, a vu son montant évoluer en francs jusqu'à l'an 2000, avant d'être exprimé en euros à compter de 2001 puis remplacé par le RSA en juin 2009,. La conversion en euros se fait sur la base de 1 € = 6,55957 F.

#### Montant du RMI puis du RSA depuis sa création (avant déduction du forfait logement)
| Entrée en vigueur  | En francs courants | En euros courants | Gouvernement | Gouvernement | Référence         |
| ------------------ | ------------------ | ----------------- | ------------ | ------------ | ----------------- |
| 1er décembre 1988  | 2 000,00 FRF       | —                 |              | Rocard (2)   | [ Légifrance 1 ]  |
| 1er juillet 1989   | 2 025,00 FRF       | —                 |              | Rocard (2)   | [ Légifrance 2 ]  |
| 1er janvier 1990   | 2 080,00 FRF       | —                 |              | Rocard (2)   | [ Légifrance 3 ]  |
| 1er juillet 1990   | 2 110,00 FRF       | —                 |              | Rocard (2)   | [ Légifrance 3 ]  |
| 1er janvier 1991   | 2 146,00 FRF       | —                 |              | Rocard (2)   | [ Légifrance 4 ]  |
| 1er juillet 1991   | 2 163,16 FRF       | —                 |              | Cresson      | [ Légifrance 5 ]  |
| 1er janvier 1992   | 2 184,79 FRF       | —                 |              | Cresson      | [ Légifrance 6 ]  |
| 1er juillet 1992   | 2 224,11 FRF       | —                 |              | Bérégovoy    | [ Légifrance 6 ]  |
| 1er janvier 1993   | 2 253,02 FRF       | —                 |              | Bérégovoy    | [ Légifrance 7 ]  |
| 1er janvier 1994   | 2 298,08 FRF       | —                 |              | Balladur     | [ Légifrance 8 ]  |
| 1er janvier 1995   | 2 325,66 FRF       | —                 |              | Balladur     | [ Légifrance 9 ]  |
| 1er janvier 1996   | 2 374,50 FRF       | —                 |              | Juppé (2)    | [ Légifrance 10 ] |
| 1er janvier 1997   | 2 402,99 FRF       | —                 |              | Juppé (2)    | [ Légifrance 11 ] |
| 1er janvier 1998   | 2 429,42 FRF       | —                 |              | Jospin       | [ Légifrance 12 ] |
| 1er janvier 1999   | 2 502,30 FRF       | —                 |              | Jospin       | [ Légifrance 13 ] |
| 1er janvier 2000   | 2 552,35 FRF       | —                 |              | Jospin       | [ Légifrance 14 ] |
| 1er janvier 2001   | 2 608,50 FRF       | —                 |              | Jospin       | [ Légifrance 15 ] |
| 1er janvier 2002   | —                  | 405,62 €          |              | Jospin       | [ Légifrance 16 ] |
| 1er janvier 2003   | —                  | 411,70 €          |              | Raffarin (2) | [ Légifrance 17 ] |
| 1er janvier 2004   | —                  | 417,88 €          |              | Raffarin (2) | [ Légifrance 18 ] |
| 1er janvier 2005   | —                  | 425,40 €          |              | Raffarin (3) | [ Légifrance 19 ] |
| 1er janvier 2006   | —                  | 433,06 €          |              | de Villepin  | [ Légifrance 20 ] |
| 1er janvier 2007   | —                  | 440,86 €          |              | de Villepin  | [ Légifrance 21 ] |
| 1er janvier 2008   | —                  | 447,91 €          |              | Fillon (2)   | [ Légifrance 22 ] |
| 1er janvier 2009   | —                  | 454,63 €          |              | Fillon (2)   | [ Légifrance 23 ] |
| 1er janvier 2010   | —                  | 460,09 €          |              | Fillon (2)   | [ Légifrance 24 ] |
| 1er janvier 2011   | —                  | 466,99 €          |              | Fillon (3)   | [ Légifrance 25 ] |
| 1er janvier 2012   | —                  | 474,93 €          |              | Fillon (3)   | [ Légifrance 26 ] |
| 1er janvier 2013   | —                  | 483,24 €          |              | Ayrault (2)  | [ Légifrance 27 ] |
| 1er septembre 2013 | —                  | 492,90 €          |              | Ayrault (2)  | [ Légifrance 28 ] |
| 1er janvier 2014   | —                  | 499,31 €          |              | Ayrault (2)  | [ Légifrance 29 ] |
| 1er septembre 2014 | —                  | 509,30 €          |              | Valls (2)    | [ Légifrance 30 ] |
| 1er janvier 2015   | —                  | 513,88 €          |              | Valls (2)    | [ Légifrance 31 ] |
| 1er septembre 2015 | —                  | 524,16 €          |              | Valls (2)    | [ Légifrance 32 ] |
| 1er avril 2016     | —                  | 524,68 €          |              | Valls (2)    | [ Légifrance 33 ] |
| 1er septembre 2016 | —                  | 535,17 €          |              | Valls (2)    | [ Légifrance 34 ] |
| 1er avril 2017     | —                  | 536,78 €          |              | Cazeneuve    | [ Légifrance 35 ] |
| 1er septembre 2017 | —                  | 545,48 €          |              | Philippe (2) | [ Légifrance 35 ] |
| 1er avril 2018     | —                  | 550,93 €          |              | Philippe (2) | [ Légifrance 36 ] |
| 1er avril 2019     | —                  | 559,74 €          |              | Philippe (2) | [ Légifrance 37 ] |
| 1er avril 2020     | —                  | 564,78 €          |              | Philippe (2) | [ Légifrance 38 ] |
| 1er avril 2021     | —                  | 565,34 €          |              | Castex       | [ Légifrance 39 ] |
| 1er avril 2022     | —                  | 575,52 €          |              | Castex       | [ Légifrance 40 ] |
| 1er juillet 2022   | —                  | 598,54 €          |              | Borne        | [ Légifrance 41 ] |
| 1er avril 2023     | —                  | 607,75 €          |              | Borne        | [ Légifrance 42 ] |
| 1er avril 2024     | —                  | 635,71 €          |              | Attal        | [ Légifrance 43 ] |
| 1er avril 2025     | —                  | 646,52 €          |              | Bayrou       | [ Légifrance 44 ] |

Par exemple, les bénéficiaires (personnes seules) qui ont un domicile fixe, perçoivent entre le 1er avril 2022 et le 1er juillet 2022 : 575,52 € (montant forfaitaire) - 69,06 € (forfait logement) soit 506,46 €.

#### Evolution du RMI puis du RSA depuis sa création (avant déduction du forfait logement)

Évolution du montant du RMI puis du RSA en € courants pour une personne seule

#### Comparaison avec l'inflation

Évolution en base 100 depuis janvier 1990   - RSA (RMI jusqu'en juin 2009) - Indice des prix à la consommation (IPC)
Évolution en glissement annuel depuis janvier 1991

### Calcul depuis 2016
Avec la mise en place de la prime d'activité en 2016 qui complète les revenus des travailleurs modestes, le RSA activité est supprimé. Le calcul du RSA s'effectue donc désormais selon la formule suivante :
| Montants selon situation                    | Nombre d'enfants | Nombre d'enfants | Nombre d'enfants | Nombre d'enfants               |
| Montants selon situation                    | 0                | 1                | 2                | Par enfant ou personne en plus |
| ------------------------------------------- | ---------------- | ---------------- | ---------------- | ------------------------------ |
| Montant forfaitaire personne seule          | 598,54 €         | 897,81 €         | 1 077,37 €       | 239,42 €                       |
| Montant forfaitaire couple                  | 897,81 €         | 1 077,37 €       | 1 256,93 €       | 239,42 €                       |
| Personnes isolées bénéficiant du RSA majoré | 768,60 €         | 1 024,80 €       | 1 281,00 €       | 256,19 €                       |

Les bénéficiaires du RSA n'ayant pas droit à une aide au logement (sans domicile fixe) sont exonérés du paiement du forfait logement qui du 1er juillet 2022 au 31 mars 2023 s'élève à :
- 71,82 € pour une personne seule ;
- 143,65 € pour 2 personnes ;
- 177,77 € pour 3 personnes et plus[93].

À noter qu'en Espagne, le montant du Revenu minimum vital (RMV) pour une personne seule est de 462 € le 29 mai 2020, jour de sa création. Le montant du RMV est revalorisé de 15 % à la fin 2022.

## Droits, devoirs et interdiction des allocataires

### Droits
En plus de percevoir une allocation financière mensuelle, les bénéficiaires du RSA ont le droit à plusieurs aides, d'accompagnement ou financières. Elles sont octroyées à l’allocataire mais également à son conjoint, concubin ou partenaire pacsé.

#### Accompagnement individuel de retour à l’emploi
L'article L262-27 du Code de l'action sociale et des familles précise que le bénéficiaire du RSA a droit à un accompagnement social et professionnel adapté à ses besoins et organisé par un référent unique. C'est le département qui est chargé de cet accompagnement, qui peut être orienté vers la recherche d'un emploi ou bien vers une aide sociale : 
- un accompagnement professionnel : s'il n'y a pas de difficultés freinant l'accès à l'emploi constatées, le dossier de l'allocataire est dans la plupart des cas transmis à Pôle emploi qui met en place un accompagnement personnalisé[113]. En 2018, Pôle emploi est ainsi l’organisme référent unique de 43 % des allocataires accompagnés et la plupart des collectivités ont recours à Pôle emploi dans leurs projets d’insertion[114].
- un accompagnement social : si des difficultés freinant l'accès à l'emploi ou bien à l'insertion sociale sont constatées, le référent au sein du département accompagne l'allocataire en fonction de ses besoins. Les problématiques sont larges et peuvent concerner la santé, la formation, la mobilité, l'isolement ou encore la confiance en soi[113].

Fin 2018, 83 % des personnes soumises aux droits et devoirs liées à l'obtention du RSA sont orientées vers un accompagnement.

#### Aides financières
Aides locales
L'allocataire peut profiter de tarifs réduits ou de la gratuité de certains services comme les transports ou la cantine. Pour en bénéficier, ce dernier doit se rapprocher du service local concerné (mairie, services du département, etc.).
Aides relatives aux dépenses de santé
L'allocataire peut bénéficier de la Protection Universelle Maladie (Puma) s'il n'est pas encore couvert contre les risques liés à la maladie ou à la maternité. Ce dernier doit contacter sa caisse primaire d'assurance maladie (CPAM) pour faire valoir ce droit. Il n'aura alors pas de cotisation à régler et ses frais de santé seront pris en charge.
L'allocataire peut également bénéficier de la Complémentaire santé solidaire (C2S), qui lui permet d'être remboursé de la part complémentaire, qui n'est pas prise en charge par l'Assurance Maladie, lors de ses dépenses de santé. La C2S remplace la couverture maladie universelle complémentaire (CMU-C) depuis le 1er novembre 2019.
Aides relatives au logement
L'allocataire peut bénéficier d'aides au logement, engendrant une réduction de son montant RSA. En outre, son préavis logement est réduit à 1 mois lorsqu'il décide de quitter son logement. Enfin, il peut bénéficier du chèque énergie, afin de l'aider au paiement de ses factures d’énergie.
Réduction sociale téléphonique
L'allocataire peut bénéficier d’une réduction du tarif de son abonnement téléphonique. Cette offre n'est valable que si l'opérateur de l'allocataire est Orange. La réduction ne concerne que le résidence principale et ne fonctionne pas sur les offres couplées avec internet et la télévision.
Réduction de la taxe d'habitation et de la redevance audiovisuelle
Lors de la création du RSA, l'exonération de taxe d'habitation prévue par le RMI est supprimée (art. 6 titre II), et, par suite, celle de la redevance audiovisuelle. Toutefois, la loi prévoit que « les personnes dont le revenu fiscal de référence sera nul bénéficieront d'une exonération totale de taxe d'habitation. » Qui plus est, à partir de 2023, plus aucun foyer ne paiera de taxe d'habitation sur sa résidence principale, celle-ci étant supprimée. Enfin, depuis 2022, la redevance audiovisuelle est également supprimée pour tous les contribuables.
Aide personnalisée de retour à l'emploi (supprimée)
A la création du RSA, le Code du travail prévoit qu'une aide personnalisée de retour à l'emploi (APRE) soit attribuée au bénéficiaire du RSA dans le but de prendre en charge tout ou partie des coûts inhérents à l'accès ou à la reprise d'une activité professionnelle. Les dépenses susceptibles de donner lieu au versement de cette aide concernent le transport, l'habillement, le logement, l'accueil de jeunes enfants ainsi que l'obtention d'un diplôme, d'une licence, d'une certification ou d'une autorisation nécessaires à la réalisation de l'activité en question. L'objectif de cette aide est, selon les ressources du bénéficiaire, d'éviter que ce dernier soit contraint de renoncer ou de retarder la signature d'un contrat de travail pour diverses raisons (garde d'enfants, distance, manque de liquidités pour couvrir les dépenses occasionnées par la reprise du travail, etc). L'aide personnalisée de retour à l'emploi est financée par le FNSA. L'Etat répartit les crédits affectés à l'aide entre les organismes au sein desquels les référents sont désignés. Concrètement, le bénéficiaire qui veut demander cette aide s'adresse le plus souvent à des organismes comme le conseil départemental ou Pôle emploi.
Néanmoins, l'ARPE est peu utilisée : son taux de consommation est inférieur à 50 %. En conséquence, elle est supprimée en 2013.

### Devoirs
Afin de bénéficier du RSA, l'allocataire et son conjoint, concubin ou partenaire pacsé, ont également un certain nombre d'obligations :  
- Déclarer ses ressources ainsi que celles de l'ensemble de son foyer (ces démarches s'effectuent auprès de la CAF ou le cas échéant de la MSA) ;
- Etre à la recherche d'une activité professionnelle (si l'allocataire est sans emploi ou si les revenus mensuels de l'emploi qu'il occupe sont inférieurs à 500 euros) ;
- Entreprendre les démarches nécessaires à la réalisation du projet défini avec son référent ainsi que celles facilitant, le cas échéant, l'insertion sociale et/ou professionnelle. Dans cet objectif, l'allocataire co-rédige et cosigne un contrat d’engagements réciproques (CER) ou un projet personnalisé d’accès à l’emploi (PPAE) pour les personnes accompagnées par Pôle emploi[111].

#### Expérimentations du RSA contre activité
Dans le Haut-Rhin, sur décision du conseil départemental, les personnes percevant le RSA sont encouragées depuis 2017 à effectuer au moins sept heures de travail bénévole par semaine. En 2016, il était prévu que le bénévolat soit obligatoire mais il devient facultatif, le préfet du Haut-Rhin ayant attaqué cette délibération devant le tribunal administratif de Strasbourg, qui décide de l'annuler. En 2018, le Conseil d’État donne raison au département qui décide toutefois de ne pas revenir à sa version initiale. En 2020, la cour administrative d’appel de Nancy valide le principe du bénévolat conditionnant le versement du RSA. Le bénévolat est désormais proposé de manière individuelle, selon les cas, et sans obligation.
Le conseil départemental de l'Aisne vote en juin 2019 une mesure imposant aux bénéficiaires du RSA de consacrer un temps conséquent (si possible jusqu’à 35h par semaine) à des démarches d’insertion afin de faciliter leur reprise d'emploi. Entre la création du dispositif Aisne Actif Plus et 2022, le département a permis le retour à l'emploi de 205 allocataires, dans le cadre du cofinancement des emplois aidés.
Fin 2022, le ministère du Travail annonce avoir retenu les 19 département suivants pour expérimenter « l'accompagnement rénové des allocataires du RSA » :  Aisne ; Aveyron ; Bouches-du-Rhône ; Côte-d’Or ; Creuse ; Eure ; Ille-et-Vilaine ; Loire-Atlantique ; Loiret ; Mayenne ; Lyon et sa métropole ; Nord ; Pyrénées-Atlantiques ; Réunion ; Seine-Saint-Denis ; Somme ; Vosges ; Yonne ; Yvelines. Ces expérimentations visent notamment à conditionner l'allocation du RSA à 15 à 20 heures d'activités hebdomadaires pour les bénéficiaires des territoires retenus.
Sans attendre le résultat de ces expérimentations, le gouvernement lance en juin 2023 un projet de loi "Pour le plein emploi" qui propose de renforcer le contrôle des allocataires et de réformer les mesures d'accompagnement. Lors de son examen en première lecture, le Sénat adopte un amendement du groupe Les Républicains proposant d'instaurer une obligation de 15 heures d'activités et renforce les sanctions possibles. Cette proposition est contestée par un grand nombre d'associations de lutte contre l'exclusion, tandis que les experts pointent son infaisabilité.
Le 20 décembre 2024, la Commission nationale consultative des droits de l’homme juge que le « RSA conditionné » est « une atteinte aux droits humains » et demande l’abrogation de la réforme,.

#### Réforme 2025
À partir du 1er janvier 2025, les bénéficiaires du RSA sont automatiquement inscrits à France Travail, signent un « contrat d’engagement » et doivent réaliser au moins quinze heures d’activités hebdomadaires,. Le non-respect du contrat est sanctionné par une « suspension-remobilisation » qui doit faire l’objet d’un décret,.

### Interdiction
La perception de l'allocation RSA est soumise à la condition de ne pas être étudiant. Les allocataires ne peuvent donc pas réaliser de réorientation professionnelle nécessitant l'obtention d'un diplôme.

#### Sanctions
L'allocataire qui ne respecte pas ces obligations peut faire l’objet de sanctions si :
- Il refuse de signer ou bien de renouveler ses contrats (CER ou PPAE) ;
- Il ne respecte pas les engagements inscrits dans ses contrats ;
- Il est radié de la liste des demandeurs d’emploi (dans le cas où son organisme référent est Pôle emploi) ;
- Il refuse de se soumettre à un contrôle éventuel.

Il existe deux sanctions possibles : 
- La réduction du montant de l’allocation jusqu’à 80 % pendant 3 mois en cas d'un premier manquement ;
- La radiation des droits RSA en cas de récidive.

## Financement
Les départements bénéficient depuis 2003 de la TICPE pour financer le RMI devenu RSA. En effet, la TICPE transférée aux départements est de 5 milliards d'euros en 2019.

### Financement initial
Lors de la création du RSA, son financement est confirmé dans la loi de finances pour 2010.
Le dispositif est d'abord financé par les départements et le fonds national des solidarités actives (FNSA). Son financement est en effet fondé d'une part sur le transfert de ressources initialement dévolues à d'autres dispositifs et d'autre part sur la mise en place en 2009 d'un nouvel impôt de 1,1 % sur tous les revenus du patrimoine et de placement.
Ainsi, le département prend à sa charge :
- le RSA de base, soit la différence entre les ressources de l'allocataire et le niveau du revenu minimum garanti, appelé également « RSA socle » ;
- la totalité du RSA de la personne sans domicile fixe qui choisit de se domicilier dans le département ;
- les dépenses supplémentaires en cas de montants ou de conditions d'attribution du RSA plus favorables que ceux initialement prévus[143].

Le fonds national des solidarités actives est créé par la loi no 2008-1249 du 1er décembre 2008 généralisant le RSA. Son financement est assuré par une contribution sociale additionnelle de 1,1 % sur les produits de placement et les revenus du patrimoine. Il finance le « RSA activité » ainsi que le « RSA jeunes » et les frais de gestion liés au « RSA activité ».
Mais en 2016, la prime d'activité, prévue par la loi n° 2015-994 du 17 août 2015 relative au dialogue social et à l'emploi, vient remplacer le  « RSA activité », engendrant la suppression du fonds national des solidarités actives.
Le département est donc seul responsable du financement du RSA.

#### L'impôt dit prélèvement RSA
L'impôt dit prélèvement RSA est créé en 2008. Il s'agit d'un prélèvement supplémentaire de 1,1 % sur les revenus du capital destiné à financer le dispositif.
Mais l'instauration de ce nouvel impôt est fortement critiquée par une partie de l'UMP.
En outre, les contribuables bénéficiant du « bouclier fiscal » instauré par la loi TEPA de 2007 sont exemptés de cet impôt.

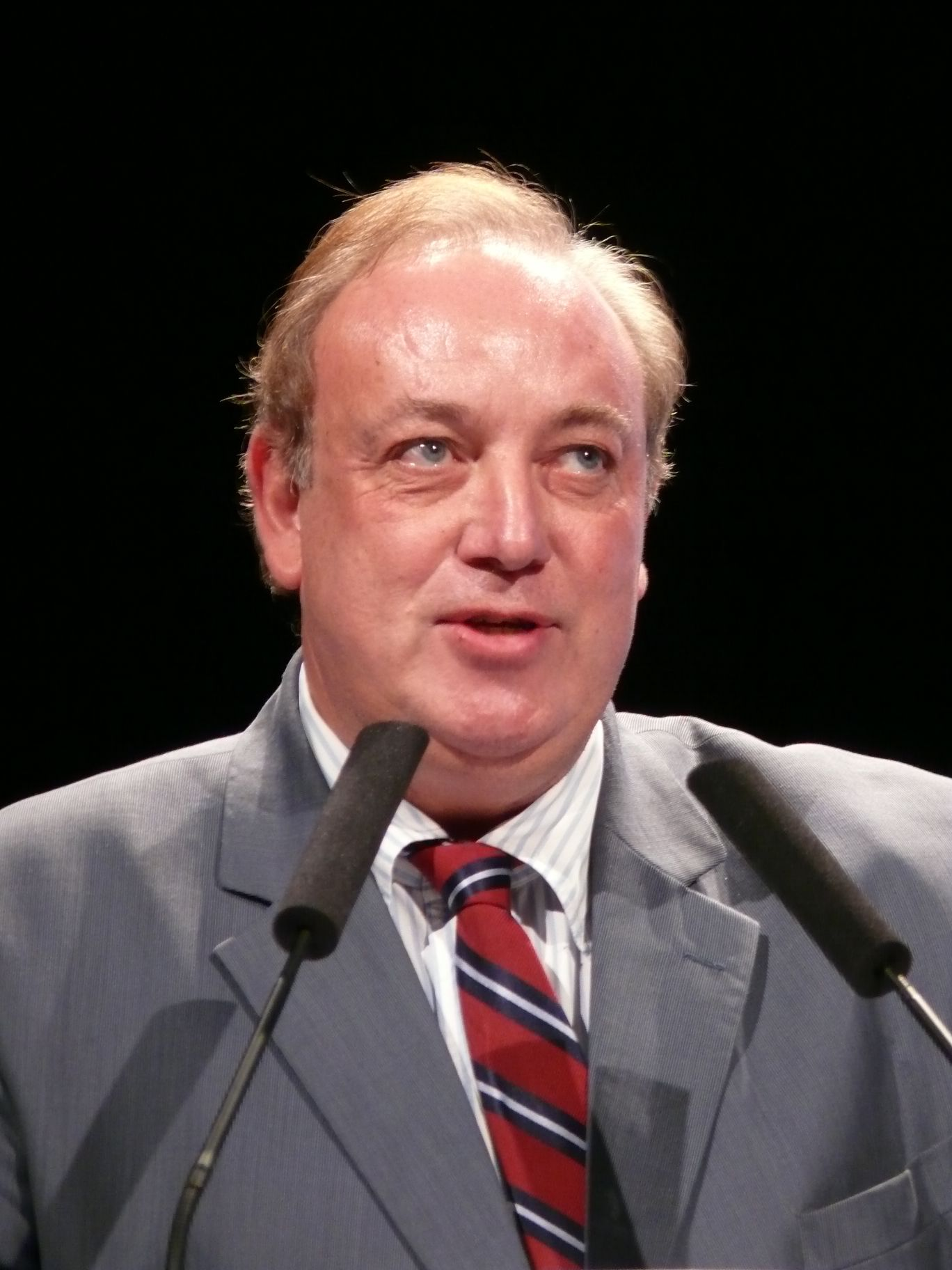
Marc Philippe Daubresse, rapporteur de la loi TEPA.

Le rapporteur Marc-Philippe Daubresse (UMP) déclare ainsi que le RSA « [devait] s'accompagner de justice fiscale et [que] le vrai scandale [était] que des personnes très riches et très aisées, qui n'ont pas besoin du bouclier fiscal, ne paient pas d'impôt ».
Pour calmer la colère, le gouvernement passer un accord avec la majorité UMP, permettant l'adoption de l'amendement du rapporteur Marc-Philippe Daubresse et du président de la commission Pierre Méhaignerie, qui précise que le plafonnement des niches fiscales (10 000 euros plus 15 % du revenu) pourra concourir au financement du RSA,. Cet amendement prévoit la baisse du nouvel impôt, à partir de 2010.
Financés par une taxe sur les revenus financiers, 1,3 milliard d'euros sont utilisés pour le RSA activité en 2010, ce qui correspond globalement au montant des recettes de cette contribution RSA, évaluée à 1,2 milliard d'euros. Les dépenses avaient pourtant été estimées à 1,4 milliard d'euros en 2009 puis 2,9 milliard d'euros en 2010 et 2011. Mais les bénéficiaires fin 2010 ne sont pas assez nombreux. En effet, 35 % des bénéficiaires potentiels du « RSA socle » ne le demandent pas et ce taux monte à 68 % pour le « RSA activité ». Ainsi, en 2010, le fonds de financement du RSA, le  fonds national des solidarités actives, dégage un excédent de 999 millions d'euros du fait d'un décalage important entre le budget estimé et le budget réalisé. En 2012, Martin Hirsch affirme donc que le RSA n'a créé aucun déficit public supplémentaire. Le RSA a même permis de réaliser des économies puisque tous les revenus n'ont pas été dépensés. En revanche, ce dernier regrette l'utilisation choisie de ces fonds excédentaires : « au lieu de les consacrer à permettre l'insertion du travail, on les a utilisés à autre chose » précise-t-il.
En 2016, la prime d'activité remplace le  « RSA activité », engendrant la suppression du fonds national des solidarités actives.

### Difficultés financières des départements
Un amendement socialiste précise que les dépenses liées au RSA et versées par les départements seront compensées par l'Etat. Mais depuis la création du RSA, les dépenses incombant aux départements augmentent massivement car les bénéficiaires sont de plus en plus nombreux. De plus, cet accroissement est accentué par la décision de l'Etat de revaloriser de 2 % par an l'allocation entre 2013 et 2017. Enfin, ces derniers subissent une baisse de leurs recettes fiscales et une baisse des dotations de l'Etat.
Par exemple, en 2014, les dépenses de RSA s'élèvent à 9,7 milliards d'euros. Certes, ces dépenses sont bien compensées par l'Etat mais à hauteur de 6,4 milliards d'euros seulement, ce qui représente un reste à charge de 3,3 milliards d'euros pour les départements. En 2016, le département de l'Aube, dans la région Grand Est, prévoit ainsi de dépenser 56 millions d'euros pour le RSA, dont la moitié seulement sera payée par l'Etat,. En conséquence, les départements peinent à assurer le paiement du RSA.
Certains ayant des difficultés réelles ou supposées dans le financement du RSA, une négociation est entamée entre le représentant des départements et l'Etat pour permettre aux départements de bénéficier d'une aide additionnelle de l'Etat. Les départements dans une situation critique espèrent pouvoir obtenir un supplément de 250 millions d'euros, mais seuls 50 millions d'euros sont finalement proposés pour les dix collectivités les plus en difficulté. Cette proposition est qualifiée « d'aumône rabougrie » par l'Assemblée des départements de France (ADF). Et son président, Dominique Bussereau, d'ajouter qu'il considère la négociation comme étant rompue en janvier 2016,.
En 2020, les difficultés sont toujours d'actualité car ce sont plus de 40% des dépenses de RSA que les départements doivent financer via leurs fonds propres, soit un reste à charge de 5 milliards d'euros. En décembre, un rapport publié par la Cour des comptes alerte sur la situation des départements avec la hausse du nombre de bénéficiaires du RSA en lien avec la pandémie de Covid-19.
En 2021, le Premier ministre Jean Castex décide donc de renationaliser le RSA en Seine-Saint-Denis, département dont la santé financière est particulièrement critique. Fin 2020, le département francilien compte 101 000 bénéficiaires du RSA. Le dispositif lui coûte 551 millions d'euros par an, soit plus d'un quart des dépenses de fonctionnement annuelles, le montant ayant doublé depuis 2004. Or, en 2020, ce ne sont que 331 millions d'euros qui sont pris en charge par l'Etat, soit un reste à charge de 220 millions d'euros pour le département. Désormais, le montant annuel du RSA en Seine-Saint-Denis est figé à 520 millions d'euros, ce qui correspond à la moyenne des années 2018, 2019 et 2020, et le surcoût est versé par l'Etat. En contrepartie, le département a pour obligation de doubler le budget consacré à sa politique d'insertion. A noter que la recentralisation du RSA est déjà expérimentée depuis 2020 à la Réunion et depuis 2019 en Guyane et à Mayotte.
En février 2022, le conseil départemental des Pyrénées-Orientales, qui dépense en 2021 près de 140 millions d'euros pour le dispositif, dont 60 millions via ses propres fonds, transfert à son tour la gestion du RSA à l'Etat, pour une expérimentation prévue jusqu'en 2026.
Fin 2022, les départements des Bouches-Du-Rhône, de la Meurthe-et-Moselle, de l’Ariège, de l’Essonne et des Landes se portent à leur tour candidats à la renationalisation du RSA. Un décret précisera les territoires retenus.

### Coût actuel
Le RSA est payé par les départements. Pour le financer, le département dispose de recettes pour le RSA[Lesquelles ?]. Ce qui est dépensé dans le RSA en plus de ces recettes, le reste-à-charge des départements, peut contribuer à leur dégradation financière, c'est-à-dire à leur endettement.
Lors de la création du RSA, le coût total de ce dispositif est estimé à environ 10 milliards d’euros par an, d'après le comité d'évaluation du RSA. Ce montant comprend les dépenses d'allocation (8,5 milliards d’euros) et les dépenses d'insertion relatives aux contrats aidés signés en contrepartie du RSA (1,5 milliard d’euros).
En 2018, le coût des dépenses d'allocation est d’environ 11 milliards d’euros en 2018. Puis en 2020, il dépasse les 12 milliards d'euros en 2020, soit 3,5 milliards de plus que l'estimation de 2009.
En intégrant la prime d'activité dans les calculs, le coût passe de 15,2 milliards d'euros en 2016 à 21,7 milliards d'euros en 2020.
En 2021, le RSA a coûté 12,3 milliards d'euros, soit 0,5 % du PIB, aux finances publiques de la France.
En 2023, en réalité, le coût dépend du département. Selon le département le RSA coûte entre 55 € à 698 € par habitant. Certains département dépensent dans le RSA plus d'argent qu'ils ne le peuvent et doivent se faire aider par l'État[réf. non conforme].

## Fiscalité des allocataires

### Taxe d'habitation et redevance audiovisuelle
Les titulaires du RSA ne bénéficient d'aucune exonération spécifique en matière de taxe d'habitation et de redevance audiovisuelle, comme cela était auparavant le cas pour les bénéficiaires du RMI (art. 6 titre II de la loi relative au RSA).
Toutefois, la loi prévoit que « les personnes dont le revenu fiscal de référence sera nul bénéficieront d'une exonération totale de taxe d'habitation. » Compte tenu des règles de plafonnement de la taxe d'habitation en fonction des revenus, les bénéficiaires du RSA ne devraient pas payer de taxe d'habitation, sauf s'ils disposent d'autres revenus.
Qui plus est, à partir de 2023, plus aucun foyer ne paiera de taxe d'habitation sur sa résidence principale, celle-ci étant supprimée. Enfin, depuis 2022, la redevance audiovisuelle est également supprimée pour tous les contribuables.

### Taxation de l'épargne
Les revenus de l'épargne sont pris en compte dans le calcul du montant versé du RSA de la façon suivante :
- si l'épargne est productrice de revenus, ces revenus sont pris en compte pour leur montant réel ; par exemple, pour 10 000 € placés à 4 %, on retiendra, pour le calcul du RSA, un revenu de 4 % de 10 000 € par an, soit 400 € par an, ou encore 33,3 € mensuels ;
- si l'épargne n'est pas productrice de revenus (contrat d'assurance-vie par exemple), les revenus sont calculés en appliquant un taux de 3 % au montant de cette épargne ; par exemple, pour 10 000 €, on retiendra, pour le calcul du RSA, un revenu fictif de 3 % de 10 000 € par an, soit 300 € par an, ou encore 25 € mensuels. Les sommes placées sur les livrets A, qui procurent annuellement des capitaux, n'entrent pas dans le champ de cette évaluation « fictive » de 3% : seuls les intérêts annuellement perçus sont retenus dans le calcul. Les sommes figurant sur les comptes courants ne sont également pas retenues dans le calcul du RSA[170].

Cette taxation peut être considérée comme contribuant partiellement à décourager l'épargne prudente. Selon ses détracteurs, un bénéficiaire du RSA qui dépense tout son argent en achetant des biens ne verra pas le montant de son RSA affecté ; un bénéficiaire du RSA qui, prudemment, économise le moindre euro et l'épargne, verra le montant de son RSA diminué.
Le 5 avril 2016, en réponse à une question écrite de la députée socialiste Geneviève Fioraso, le ministère des Affaires sociales, de la santé et des droits des femmes remet en cause l'approche communément admise pour la prise en compte de l'épargne dans le calcul du RSA et en exclut notamment les sommes figurant sur un compte courant.
En revanche, une réponse du même ministère au député républicain Pierre Cordier rappelle le 12 octobre 2021 qu'il est « néanmoins possible pour certains cas de recourir à l'article L. 262-41 du code de l'action sociale et des familles, qui permet au conseil départemental de demander une évaluation forfaitaire des ressources pour la détermination du droit au RSA, sur la base du constat d'une disproportion entre les ressources affichées et le train de vie du foyer. Sont alors pris en compte le patrimoine mobilier et immobilier et toute ressource dont le foyer a disposé »,.
Ainsi, certains départements ne versent plus le RSA aux personnes qui ont trop épargné : c'est le cas de la Manche depuis 2016 (seuil de 23 000 euros), l'Hérault (seuil de 50 000 euros), l'Orne (seuil de 15 000 euros) et des Pyrénées-Orientales (seuil de 23 000 euros pour une personne seule et 46 000 euros pour un couple). Les départements de l'Eure, du Calvados, de la Mayenne et de la Sarthe ont également opté pour le même fonctionnement mais ne l'appliquent plus ou ne l'ont jamais appliqué. Or, cette mesure est considérée illégale par la justice et certains bénéficiaires du RSA ont entamé une action en justice. En 2019, le département de la Manche est ainsi condamné à verser les sommes non perçues et à rembourser les frais de justice de ces derniers,,. Le Conseil d'Etat s'est également prononcé en ce sens le 11 février 2022.

## Comparaison européenne
| Interlocuteur premier                                 | Pays                                                                     | % de la population de l’UE (à 28) |
| ----------------------------------------------------- | ------------------------------------------------------------------------ | --------------------------------- |
| Municipalité                                          | Allemagne, Danemark, Estonie, Grèce, Lettonie, Lituanie, Roumanie, Suède | 26,30 %                           |
| Autorité locale de niveau supérieur à la municipalité | Autriche, France, Hongrie                                                | 16,66 %                           |
| Sécurité sociale                                      | Chypre, Croatie, Espagne, Finlande, Malte, Pays-Bas, Portugal,           | 16,71 %                           |
| Administration liée à l’emploi                        | Irlande, Tchéquie, Royaume-Uni                                           | 16,06 %                           |
| Service social national                               | Belgique, Bulgarie, Pologne, Slovénie                                    | 11,38 %                           |
| Autres                                                | Italie, Luxembourg, Slovaquie (mixte travail et social)                  | 12.89 %                           |

## Critiques

### Remise en cause du concept lors de sa création
En 2008, l'économiste Thomas Piketty considère que « l'impact global sur l'offre de travail de cette nouvelle forme de subvention au temps partiel que constitue le RSA – et que ne manqueront pas d'utiliser les employeurs, en proposant davantage d'emplois à temps partiel  » risque d'être négatif.
Le RSA est parfois incriminé pour ne pas permettre le retour à l’emploi, en imposant le maintien en situation précaire. Le sociologue Serge Paugam considère en 2009 que cette allocation ne provoque que des « effets marginaux ». Le cumul RSA-activité et un emploi peu rémunéré ou précaire ne permet pas aux individus de sortir de la précarité. Serge Paugam caractérise ce système de « contre-productif », car il empêche d’accéder à un emploi à temps plein. Cela signifie qu’on ne donne pas aux allocataires les moyens de s’en sortir.

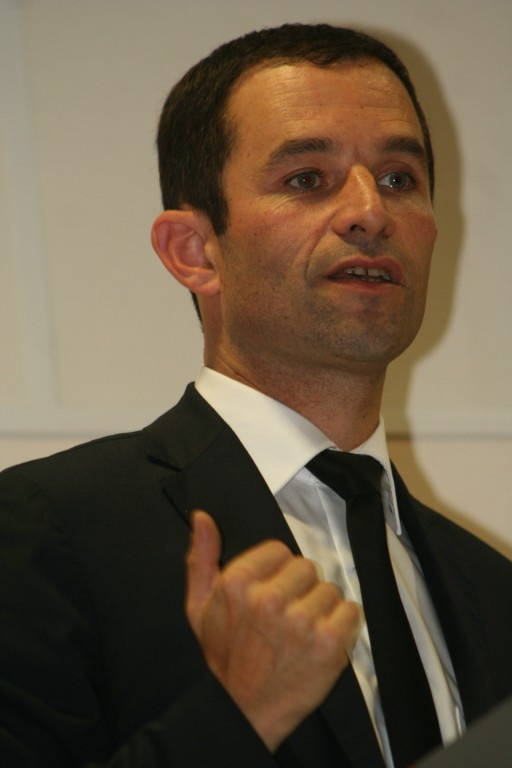
Benoît Hamon.

Benoît Hamon et Liêm Hoang-Ngoc, membres du courant « NPS » au PS, contestent en 2008 la philosophie même du projet : « ces mesures font écho à la vieille et controversée théorie libérale du chômage volontaire, qui postule que l'économie est en plein-emploi car personne ne veut travailler plus aux conditions du marché. Or cette théorie est contredite par les faits. En réalité, le chômage est majoritairement involontaire ». Selon eux, finalement, « le RSA concernera un nombre restreint de RMistes (100.000, annonce-t-on, sur plus de 1 million d'allocataires), ceux qui auront la chance de rencontrer un emploi précaire ».
Des critiques similaires ont été adressées par l'inspectrice générale des affaires sociales, Dominique Méda, qui cite Céline Marc, docteure en sciences économiques. Cette dernière affirme en effet en 2008, dans un article intitulé Insertion professionnelle et sociale : des spécificités transversales aux différents types de minima sociaux, l'argument suivant : « ce sont moins de 1 % des bénéficiaires qui invoquent un tel manque de rentabilité financière du travail comme un obstacle au retour à l’emploi ». Selon Dominique Méda, les « contraintes « familiales », dues notamment à l'absence de modes de garde proposées aux allocataires de l'API (60 % déclarent connaître des difficultés dans leurs démarches de recherche d'emploi parce qu'ils, et plus souvent elles, ne peuvent faire garder leur enfant), contraintes de santé, contraintes de transport, absence d'accompagnement vers et dans l'emploi » devraient être prises davantage en compte. Or, moins de 35 % des RMIstes étant inscrits à l'ANPE, ceux-ci ne bénéficient que rarement d'accompagnement vers l'emploi,.
L'association Attac considère en 2008 que « la mise en œuvre du RSA n'ambitionne que le maintien de revenus très bas, tout en encourageant la généralisation d'emplois très faiblement payés et à temps très partiel ».
Pour le mensuel de critique sociale CQFD, le RSA vient compléter les mesures prises par le gouvernement début 2008 à l'encontre des chômeurs, pour instaurer une forme de « service du travail obligatoire » : « il s'agit ni plus ni moins de fourguer aux employeurs un nouveau bataillon de salariés jetables. »
Mettant le RSA à la une de son bulletin national sous le titre « RSA : une erreur de perception », la CEDI déplore pour sa part un mode de financement qui « démontre de manière éclatante combien les meilleures intentions sociales peuvent conduire à une grave erreur de perception et à la plus mauvaise solution économique : celle qui consiste à augmenter la pression fiscale, à soustraire du pouvoir d'achat aux classes moyennes et à favoriser l'engrenage implacable de la récession. »

### Baisse importante des compensations de l'Etat
Lors de la création du RSA, un amendement socialiste précise que les dépenses liées au RSA et versées par les départements seront compensées par l'État. Néanmoins, ce dernier compense de moins en moins : 71,3 % en 2013 contre 79,7 % en 2012 et 92,2 % en 2004. En 2016, dans l'Aube, seule la moitié des dépenses du département pour le RSA sont compensées par l'Etat,. Dans le même temps, les dépenses des départements liées au RSA augmentent fortement. Par exemple, elles ont augmenté de 7,6 % pour la seule année 2013 selon les chiffres de l'Observatoire national de l'action sociale. Enfin, les départements doivent faire face à une baisse de leurs recettes fiscales et une baisse des dotations de l'Etat. Ces derniers peinant à assurer le paiement du RSA, une aide est accordée par l'Etat pour les dix départements les plus en difficulté en 2016. En 2020, les départements doivent faire face à la hausse du nombre de bénéficiaires du RSA en raison de la pandémie de Covid-19 et financent maintenant via leurs fonds propres 40% des dépenses de RSA. Ces constats sont vivement critiqués par l'Assemblée des départements de France (ADF). À partir de 2021, le gouvernement décide donc de renationaliser le RSA dans certains départements dont la santé financière est critique,,.

### Inefficacité

#### Effets de seuil
Dans un rapport du centre d'études de l'emploi et du travail (CEE) intitulé « Le RSA, innovation ou réforme technocratique ? », publié en novembre 2011, le statisticien Bernard Gomel et l'inspectrice générale des affaires sociales et sociologue Dominique Méda montrent que les effets de seuil que le RSA était censé éliminer sont toujours une réalité pour les allocataires. Les auteurs précisent que « la reprise d'une activité d'un certain volume fait perdre, dans un premier moment, la CMU complémentaire, la gratuité des transports et l'allocation de logement complémentaire de la ville de Paris ».

#### Pauvreté
Cinq ans après son lancement, la mesure est décrite dans Le Figaro comme un échec, faute d'avoir atteint ses objectifs : elle n'aurait permis qu'à 151 000 personnes de franchir le seuil de pauvreté en cinq ans alors que l'objectif était d'atteindre 2 millions de personnes en trois ans. En outre, lors de sa phase d'expérimentation, le RSA n'aurait amélioré le taux de retour à l'emploi que de 9 %, ce que critique le quotidien,.

### Assistanat et stigmatisation
Dès son lancement, le RSA comme le RMI est populairement questionné sous l'angle de la question de l'assistanat de personne actives — par leur classe d'âge — et valides. Le terme "assistanat" terminé par le suffixe -at renvoi à une sorte d'état indépassable, une sorte de "trappe à inactivité". Ainsi, en 2011 le ministre Laurent Wauquiez fustige « les dérives de l’assistanat », considéré comme « cancer de la société ». Ce terme "assistanat" critique les effets pervers potentiellement induits par des dispositifs tels que le RMI ou le RSA. Le terme assistanat permet de critiquer le RMI ou du RSA dont les allocataires seraient des victimes maintenues sous tutelle, dissuadées de reprendre une activité et déresponsabilisées, ou bien des « profiteurs » ne souhaitant pas produire d'effort. Ceci conduit à des propositions comme l’obligation de missions d’intérêt général (cinq heures par semaine,  L. Wauquiez en 2011), d' heures d’activité et/ou de formation (15 à 20 heures par semaine,  Valérie Pécresse et Emmanuel Macron en 2022).
Quand le RMI fut une trappe à inactivité, le RSA est conçu pour être incitatif à la reprise de travail, avec un revenu qui augmente en travaillant. Selon des enquêtes auprès des allocataires, les allocataires reprendraient pourtant un travail quitte à perdre de l'argent, non pas pour en gagner, mais pour éviter la stigmatisation. Ainsi, les allocataires du RSA ne seraient pas des profiteurs, car pour ne pas passer pour des profiteurs des personnes éligibles à l'aide y renoncent (non-recours).
Toutefois, le terme assistanat ne permet de comprendre ni le fonctionnement ni les dysfonctionnements du RSA qui ne résout pas l'incapacité de la puissance publique à accompagner les allocataires dans un processus d’insertion.

### Contrôle et humiliation
Pour le sociologue Vincent Dubois, l'objectif politique et financier du contrôle de la fraude au RSA masque en réalité une conception néo-paternaliste de l'assistance publique. Les allocataires au RSA ne sont pas des assurés, mais des bénéficiaires d'une aide conditionnelle. Ils n'obtiennent pas des prestations parce qu'ils ont cotisé mais parce qu'ils remplissent un certain nombre de conditions. L'impératif de contrôle, légitimité par la volonté de promouvoir l'efficacité de la prestation et de casser le mythe de l'assisté, produirait donc, selon le sociologue, des mécanismes intrusifs, infantilisants et stigmatisants. Ces contrôles peuvent, en effet, être vécus par les allocataires comme humiliants.

## Axes d'amélioration
Le 13 janvier 2022, la Cour des comptes publie son rapport thématique sur le RSA résultant d'une enquête d'évaluation nationale et menée plus particulièrement dans neuf départements : Allier, Aude, Gironde, Ille-et-Vilaine, Pas-de-Calais, Bas-Rhin, Seine-Saint-Denis, Martinique, La Réunion. Le rapport identifie les faiblesses du dispositif qu'il juge contrasté et propose plusieurs recommandations.

### Diminution du non-recours
Chaque trimestre, un tiers des foyers éligibles au RSA n'en bénéficie pas, soit 600 000 ménages. En outre, un foyer éligible sur cinq n'en bénéficie pas de manière récurrente. En 2018, ce sont 3 milliards d’euros (750 millions d'euros par trimestre) qui ne sont pas versés à cause de ce non-recours. Depuis 2011, le taux de non-recours demeure autour de 30%.
La Cour des comptes propose une simplification de la procédure, et notamment du versement de l'allocation. Elle recommande également l'automatisation de la notification d'éligibilité au RSA.

### Amélioration de l'accompagnement
La Cour des comptes estime que l'accompagnement social et professionnel n'est pas à la hauteur des objectifs fixés par le dispositif car : 
- seuls 40 % des bénéficiaires possèdent un contrat d'accompagnement valide ;

- seul un tiers des bénéficiaires du RSA a pu trouver un emploi et a donc quitté le dispositif ;

- 65 % des allocataires vivent sous le seuil de pauvreté monétaire, soit avec moins de 1 000 euros par mois.

Puisque le RSA ne permet pas aux bénéficiaires de quitter l'état de pauvreté et de retrouver une activité professionnelle, l'accompagnement de ces derniers doit être réorganisé. La Cour des comptes recommande donc « l'inscription dans un parcours de formation ou d'emploi au plus tard deux ans après l'entrée dans le dispositif ».

### Réforme du financement
Depuis sa création, le nombre de bénéficiaires du RSA a presque augmenté de moitié. Le coût des dépenses d'allocation est estimé à près de 12 milliards d'euros en 2020, soit 3,5 milliards de plus que l'estimation de 2009. En comptant la prime d'activité, le coût passe de 15,2 milliards d'euros en 2016 à 21,7 milliards d'euros en 2020. Or, la charge financière qui incombe aux départements est trop importante, d'autant qu'elle est de moins en moins compensée par l'Etat.
La Cour des comptes recommande donc de privilégier le « transfert aux départements de ressources durables dont la dynamique est cohérente avec celle de la dépense ».

## Autres propositions de réforme

### Le revenu universel d'activité
En 2019, le gouvernement entame une concertation en vue de mettre en place ce qu'il nomme le « revenu universel d'activité », dit RUA. Le principe du RUA est de fusionner un maximum de prestations sociales afin d'en faciliter l'accès, de lutter contre le non-recours et d'inciter les bénéficiaires à reprendre une activité professionnelle. Prévu pour 2023, le projet est finalement mis de côté à cause de la pandémie de Covid-19. Il est également évincé au profit du concept de solidarité à la source. Afin de lutter contre le non-recours et les fraudes, le gouvernement souhaite en effet verser directement les aides sociales aux bénéficiaires (RSA, prime d'activité et APL). Les premières expérimentations sont prévues pour 2023 dans 19 départements.

### Le revenu universel
Benoît Hamon défend le revenu universel depuis notamment sa candidature aux élections présidentielles de 2017. Le revenu universel se distingue du RUA qui lui est centré sur la reprise d'activité professionnelle. En novembre 2020, Benoît Hamon se rend à la librairie Kléber de Strasbourg, afin de présenter son livre, Ce qu'il faut de courage, traitant du revenu universel ainsi que de son application en France. La municipalité souhaite l’expérimenter sur un petit nombre de personnes afin d’évaluer l’impact de cette mesure.
Certains spécialistes comme Thomas Piketty et Dominique Meda certifient que le revenu universel « peut être économiquement crédible et socialement audacieux »,. D'autres s’y opposent, à l'instar d'Anne Eydoux qui le considère comme incitant les femmes à rester à la maison.